# 작품 번호
음악에서 쓰이는 작품 번호는 작곡가가 만든 곡에 붙인 공식적인 번호이다. 작품 번호를 붙이지 않는 작품도 있다. 라틴어의 일 또는 작품을 뜻하는 Opus 또는 그 약자 Op.를 쓰며 복수형은 각각 Opera, Opp.이다.
작품 번호를 붙이지 않은 오래된 작곡가나 기타 이유로 작품 번호가 붙지 않은 곡은, 후세에 음악을 정리하는 음악학자들이 번호를 붙이고 다른 약어를 쓴다. 

## 예시
- 안토닌 드보르자크: B -  Jarmil Burghauser가 붙였다.
- 클로드 드뷔시 : L -  François Lesure가 붙였다.
- 모리스 라벨: M -  Marcel Marnat가 붙였다.
- 기욤 르쾨(Guillaume Lekeu: 1870~94): V - Luc Verdebout가 붙였다.
- 프란츠 리스트: S. - 험프리 설(Humphrey Searle)이라는 음악학자가 자신의 이름의(Searle) 첫 글자를 따 붙였다.
- 보후슬라프 마르티누: H - Harry Halbreich가 붙였다.
- 펠릭스 멘델스존: MWV
- 볼프강 아마데우스 모차르트: KV 또는 K.(Köchel-verzeichnis) - 쾨헬번호: 독일의 식물학자이자 음악학자인 루트비히 폰 쾨헬이 붙였다.
- 새뮤얼 바버: H - Barbara B. Heyman이 붙였다.
- 요한 제바스티안 바흐: BWV(Bach Werke Verzeichnis) - 바흐 작품 번호: 바흐 협회에서 붙였다.
- 카를 마리아 폰 베버: J - Friedrich Wilhelm Jähns가 붙였다.
- 안톤 베베른: M - Hans Moldenhauer가 붙였다.
- 엑토르 베를리오즈: H - D. Kern Holoman가 붙였다.
- 버르토크 벨러: Sz, DD, BB
- 안톤 브루크너: WAB(Werkverzeichnis Anton Bruckner)
- 프랭크 브리지: H - Paul Hindmarsh가 붙였다.
- 안토니오 비발디: RV. - 덴마크의 음악학자 페테르 뤼옴이 붙였다.
- 조르주 비제: WD - Winton Dean이 붙였다.
- 프란츠 슈베르트: D(Deutsch) - 도이치 번호: 오스트리아의 음악학자 오토 에리히 도이치가 붙였다.
- 하인리히 쉬츠: SWV(Schuetz Werke Verzeichnis)
- 레오시 야나체크: JW - Nigel Simeone, John Tyrrell, and Alena Němcová가 붙였다.
- 이사크 알베니스: B - Pola Baytelman이 붙였다.
- 후고 알벤: R - Jan Olof Rudén이 붙였다.
- 베른트 알로이스 치머만: BAZ - Heribert Henrich가 붙였다.
- 니콜로 파가니니: MS
- 마누엘 데 파야: G - Antonio Gallego가 붙였다.
- 헨리 퍼셀: Z
- 요제프 하이든: Hob. - 호보켄 번호.
- 구스타브 홀스트: H - 이모겐 홀스트(작곡가의 딸)이 붙였다.